# Hemerocal·lis
Hemerocal·lis (Hemerocallis) és un gènere de plantes amb flor utilitzat en jardineria.
Hemerocallis deriva del grec i vol dir "flor bonica per un dia", fent referència al fet que les seves flors només duren un dia.
És un gènere originari d'Euràsia.
Hi ha unes 60.000 varietats diferents conreades obtingudes generalment per hibridació entre diverses espècies.
És una planta herbàcia que es reprodueix vegetativament a base d'una estructura subterrània de la tija anomenada corona. Les fulles tenen disposició alternada i són lanceolades. Les flors tenen tres tèpals i la par central, anomenada gola, de diferent color que la resta. El fruit forma una estructura similar en la forma a una beina.

## Taxonomia
- Hemerocallis altissima Stout
- Hemerocallis aurantiaca Baker
- Hemerocallis citrina Baroni

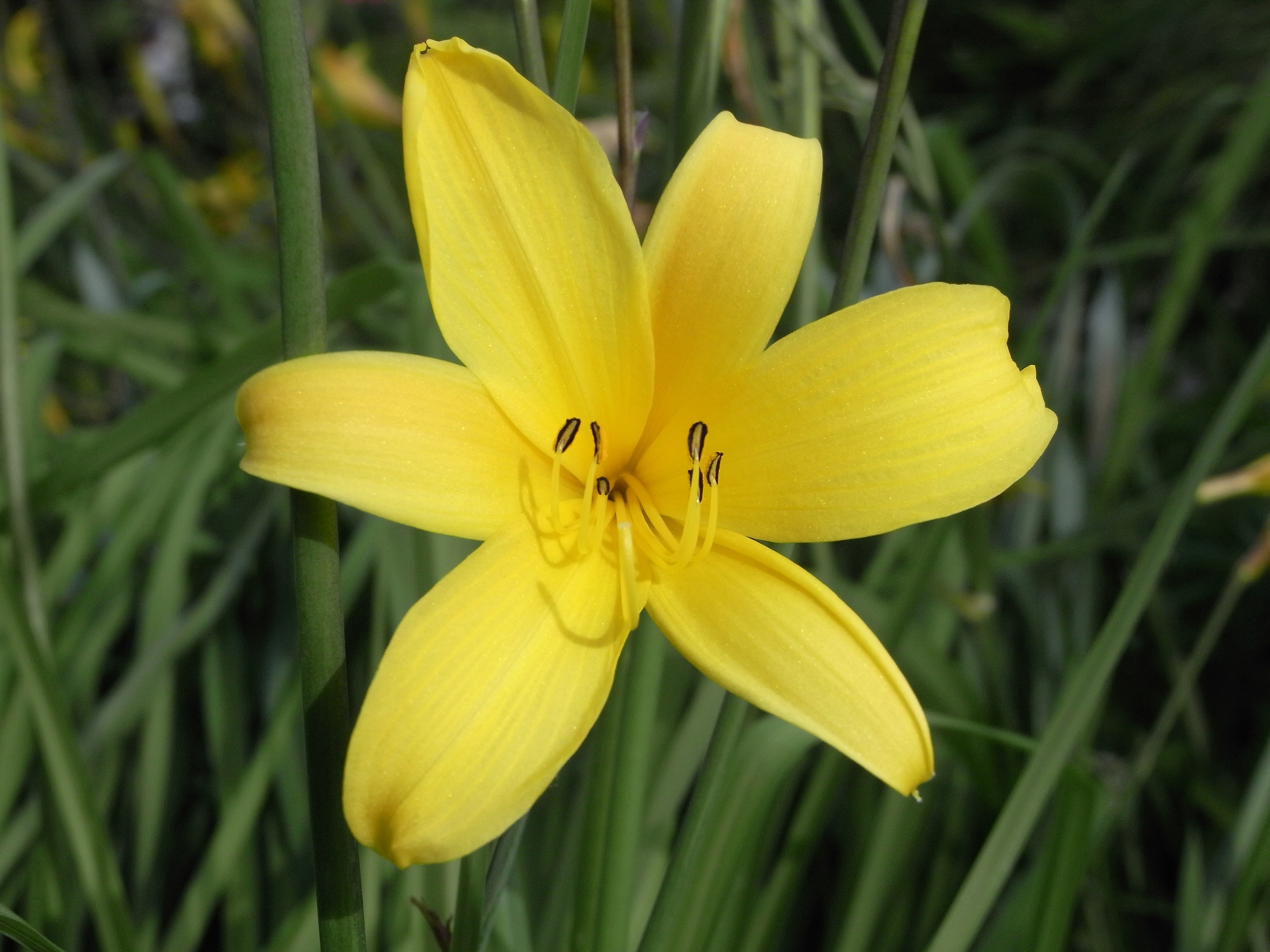
Hemerocal·lis

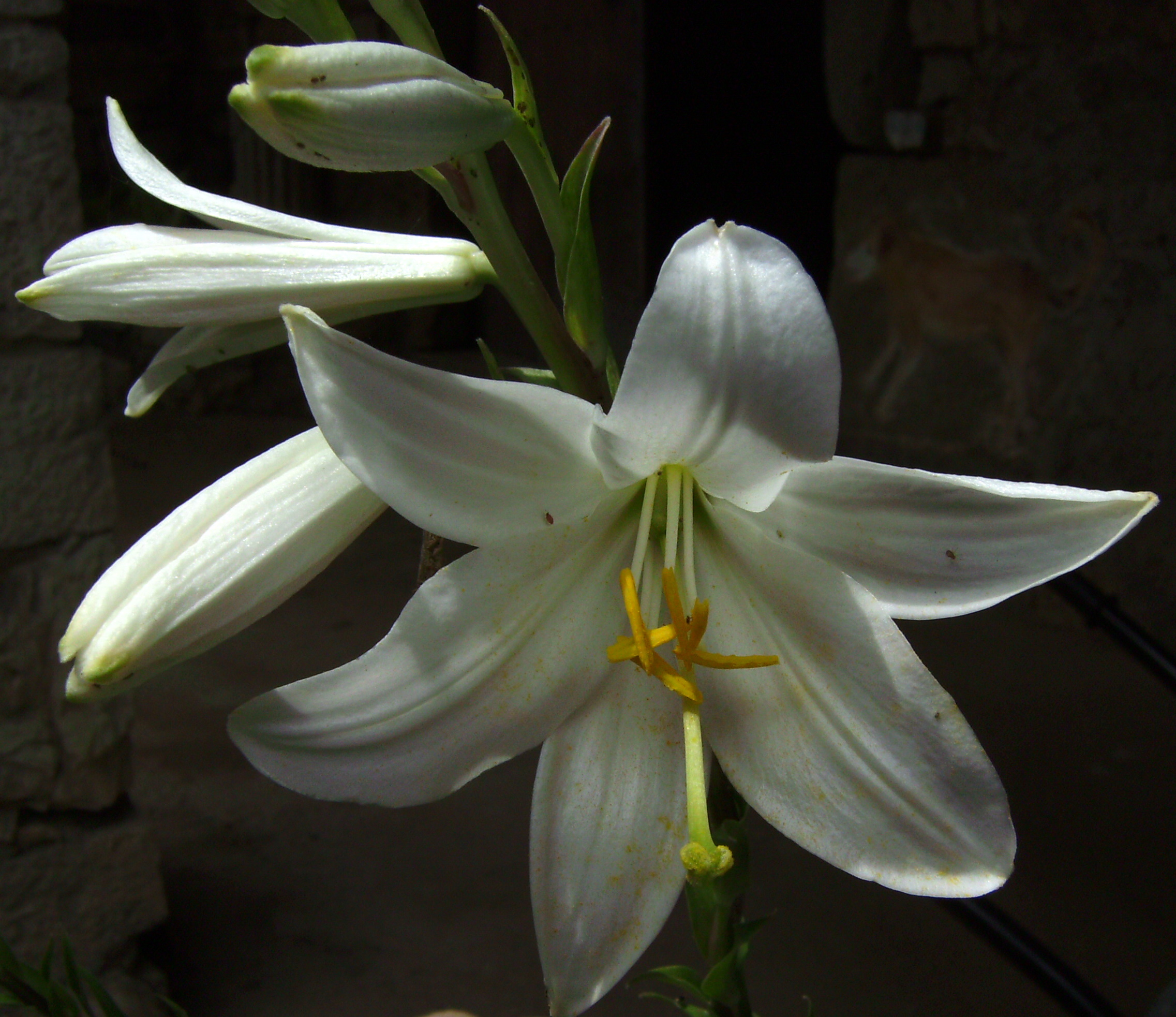
Hemerocallis de jardineria

- Hemerocallis cordata C.P.Thunberg ex A.Murray
- Hemerocallis coreana Nakai
- Hemerocallis darrowiana S.Y.Hu
- Hemerocallis dumortierii Morr
- Hemerocallis esculenta Koidz.
- Hemerocallis exaltata Stout
- Hemerocallis ×exilis Satake
- Hemerocallis flava L : Lemon Lily

- Hemerocallis forrestii Diels

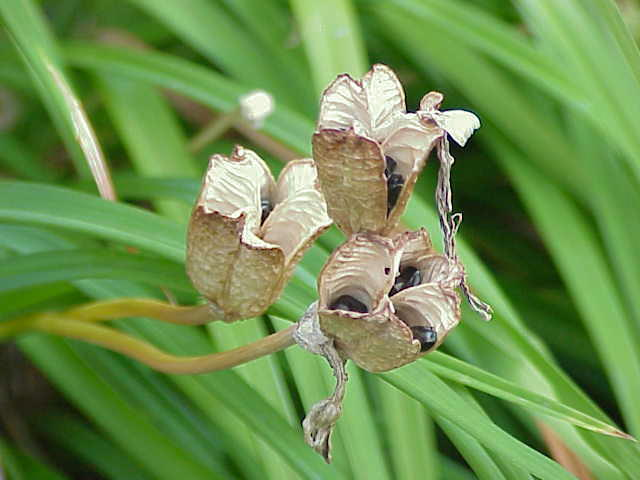
Hemerocallis minor beines seques

- Hemerocallis fulva L. : Orange Daylily, Tawny Daylily, Tiger Lily, Ditch Lily
- Hemerocallis hakuunensis Nakai
- Hemerocallis hongdoensis M.G.Chung & S.S.Kang
- Hemerocallis ×hybrida (hort.)
- Hemerocallis japonica C.P.Thunberg ex A.Murray
- Hemerocallis lilioasphodelus L
- Hemerocallis littorea Makino
- Hemerocallis micrantha Nakai
- Hemerocallis middendorffii Trautv. & Mey.
- Hemerocallis minor Mill.
- Hemerocallis multiflora Stout
- Hemerocallis nana W.W.Sm. & Forrest

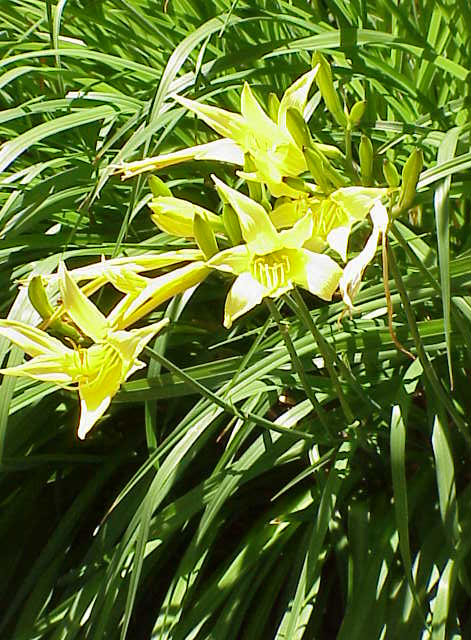
Hemerocallis thunbergii

- Hemerocallis ×ochroleuca (hort. ex Bergmans)
- Hemerocallis pedicellata Nakai
- Hemerocallis plicata Stapf
- Hemerocallis sempervirens Araki
- Hemerocallis sendaica Ohwi
- Hemerocallis serotina Focke
- Hemerocallis ×stoutiana Traub (hort.)
- Hemerocallis sulphurea Nakai
- Hemerocallis taeanensis S.S.Kang & M.G.Chung
- Hemerocallis thunbergii Baker
- Hemerocallis ×traubara Moldenke (hort.)
- Hemerocallis ×traubiana Moldenke (hort.)
- Hemerocallis vespertina Hara
- Hemerocallis washingtonia Traub
- Hemerocallis ×yeldara Traub (hort.)
- Hemerocallis ×yeldiana Traub (hort.)
- Hemerocallis yezoensis Hara